# Hálslón
Der Hálslón ist der größte von drei Stauseen des Kárahnjúkar-Kraftwerks in Island.

## Geografie

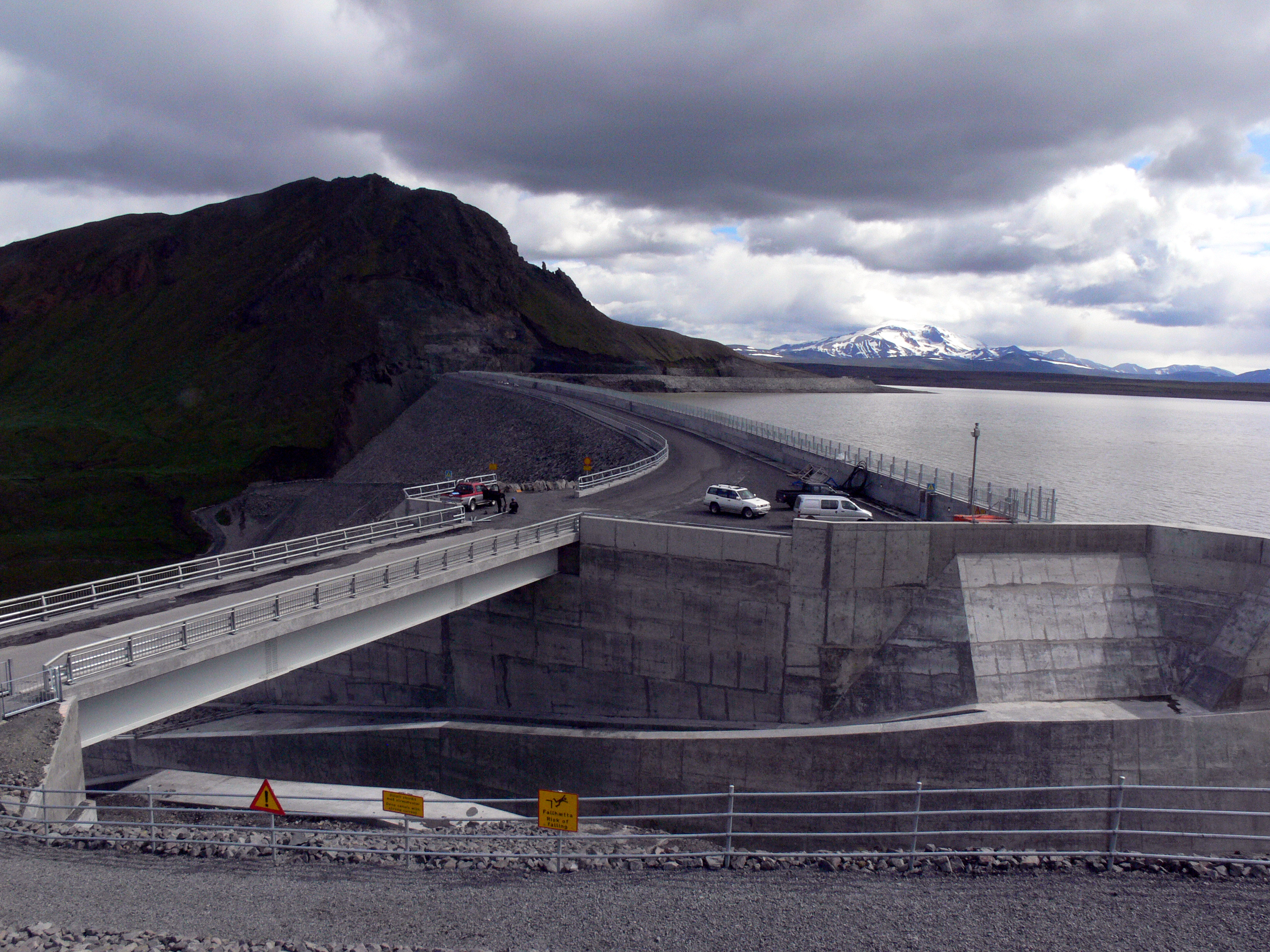
Kárahnjúkastífla

Der Fluss Jökulsá á Brú und Nebenflüsse werden durch drei Staumauern im Norden auf 25 km Länge bis an den Brúarjökull aufgestaut.
Der See ist bis zu 2 km breit und 200 m tief und bedeckt eine Fläche von 57 km².
Das Speichervolumen des Stausees beträgt 2,1 km³.
Der Wasserstand kann zwischen 575 m und 625 m über dem Meeresspiegel schwanken.
Der Berg Sandfell (678 m) liegt in dem See. Nur noch seine Spitze ragt als Insel aus dem Wasser. 
Durch das Aufstauen sind Wasserfälle wie der Sauðárfoss und der Töfrafoss ganz oder zeitweise untergegangen. 
Wenn die maximale Stauhöhe erreicht ist, bildet das sich am Überlauf zeitweise der künstliche Wasserfall Hverfandi.

## Staudämme
Die Kárahnjúkastífla ist der Hauptdamm im Tal der Jökulsá á Brú.
Er ist 198 m hoch und hat eine Länge von 730 m.
Das ist ein CFR-Staudamm, das heißt, ein Steinschüttdamm mit einer wasserseitigen Abdichtung aus Beton.
Der Damm hat ein Volumen von 8,5 Mio. m³.
Am 28. September 2006 wurde mit dem Aufstauen begonnen.
Östlich davon wurde die Desjarárstífla mit einer Höhe von 60 m und einer Breite von 1000 m errichtet.
Über diese beiden Dämme verläuft die Austurleið .
Etwas 3 km südwestlich des Hauptstaudamms sperrt die Sauðárdalsstífla ein weiteres Tal ab. Der Damm ist 25 m hoch und 1100 m breit.